# Río Guatire
El río Guatire es un corto río de Venezuela, que atraviesa y dio nombre a la ciudad de Guatire, capital del municipio Zamora del Estado Miranda que se forma con las aguas de tres pequeños ríos que nacen en la Cordillera de la Costa: el río Periquito, el río Cucharón y el río Santo Cristo. También recibe las aguas de la quebrada Catigüire. Las cabezeras y parte de su recorrido lo realiza dentro de los linderos del Parque nacional El Ávila
Atraviesa parte de la zona donde se construye el Parque Zoobotánico "El Ingenio". Se une con el río Pacairigua en un punto situado al sur de la ciudad de Guatire y ambos, luego de un recorrido de un kilómetro desembocan en el río Caucagua o río Grande. En la zona se han encontrado importantes yacimientos arqueológicos y se presume que su parte alta fue un sitio de culto para las tribus indígenas que habitaron la zona antes de la llegada de los europeos.
En sus márgenes se desarrolló, en la época colonial, una importante industria azucarera. También, muy cercano a su cauce, en el sector conocido como "El Ingenio" se encuentra una planta de gasolina de la estatal empresa venezolana PDVSA. Su caudal suele presentar crecidas considerables cada cincuenta años, aproximadamente.

## Toponimia
Los investigadores no se ponen de acuerdo sobre el significado del vocablo "guatire". Las fuentes más creíbles dicen que él viene de la palabra "aguatiri", nombre que los indígenas daban a un árbol que crece mucho en la zona y que se ha identificado como el árbol "indio desnudo".